# Râul Fierarul, Cormoș
Râul Fierarul sau Râul Fierarilor este un afluent al râului Cormoș. 

## Hărți
- Harta județului Covasna
- Harta Munții Harghita  Arhivat în 20 iulie 2008, la Wayback Machine.